# Drosophila wingei
Drosophila wingei este o specie de muște din genul Drosophila, familia Drosophilidae, descrisă de Cordeiro în anul 1964. Conform Catalogue of Life specia Drosophila wingei nu are subspecii cunoscute.